# Oskar Rozenberg Hallberg
Oskar „Oski” Rozenberg Hallberg (ur. 11 listopada 1996) – szwedzki skateboardzista pochodzący z Malmö.
Uczęszczał do Bryggeriets Gymnasium, gdzie skateboarding był częścią programu nauczania. Reprezentował Szwecję na Letnich Igrzyskach Olimpijskich 2020. Wielokrotnie zwyciężał w międzynarodowych zawodach, w tym m.in. w prestiżowym cyklu Vans Park Series, gdzie zdobywał tytuły mistrza świata w kategorii park.